# Steppenpavian
Der Steppenpavian (Papio cynocephalus), auch Gelber Pavian oder Babuin genannt, ist eine Primatenart aus der Gattung der Paviane innerhalb der Familie der Meerkatzenverwandten (Cercopithecidae).

## Merkmale

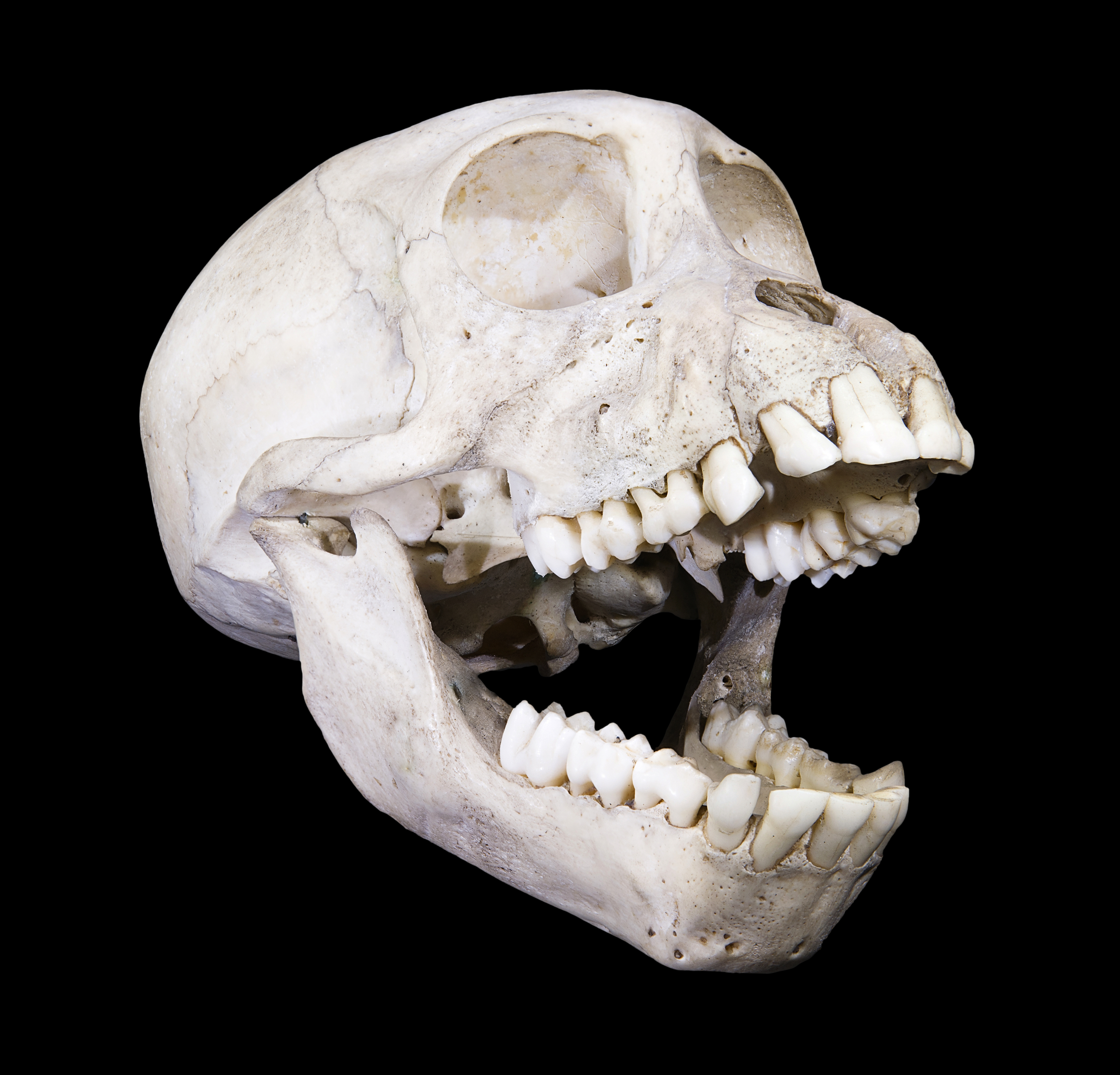
Schädel

Steppenpaviane haben ein gelblichbraunes Fell, lediglich der Bauch, die Innenseite der Gliedmaßen und kleine Flecken neben der Schnauze sind weißlich. Die Schnauze ist schwarz und unbehaart, ebenso die Sitzschwielen. Der Schwanz wird entweder wie bei anderen Pavianarten „geknickt“ gehalten, das heißt, der erste Teil steht nach oben und der hintere Teil hängt nach unten, oder er ist sanft gebogen. Der Körperbau ist verglichen mit anderen Pavianen relativ schlank, die Arme und Beine sind lang. Die Männchen sind mit bis zu 25 Kilogramm deutlich schwerer als die Weibchen, die nur 12 Kilogramm erreichen können. Auch die Eckzähne der Männchen sind deutlich größer.

## Verbreitung und Lebensraum

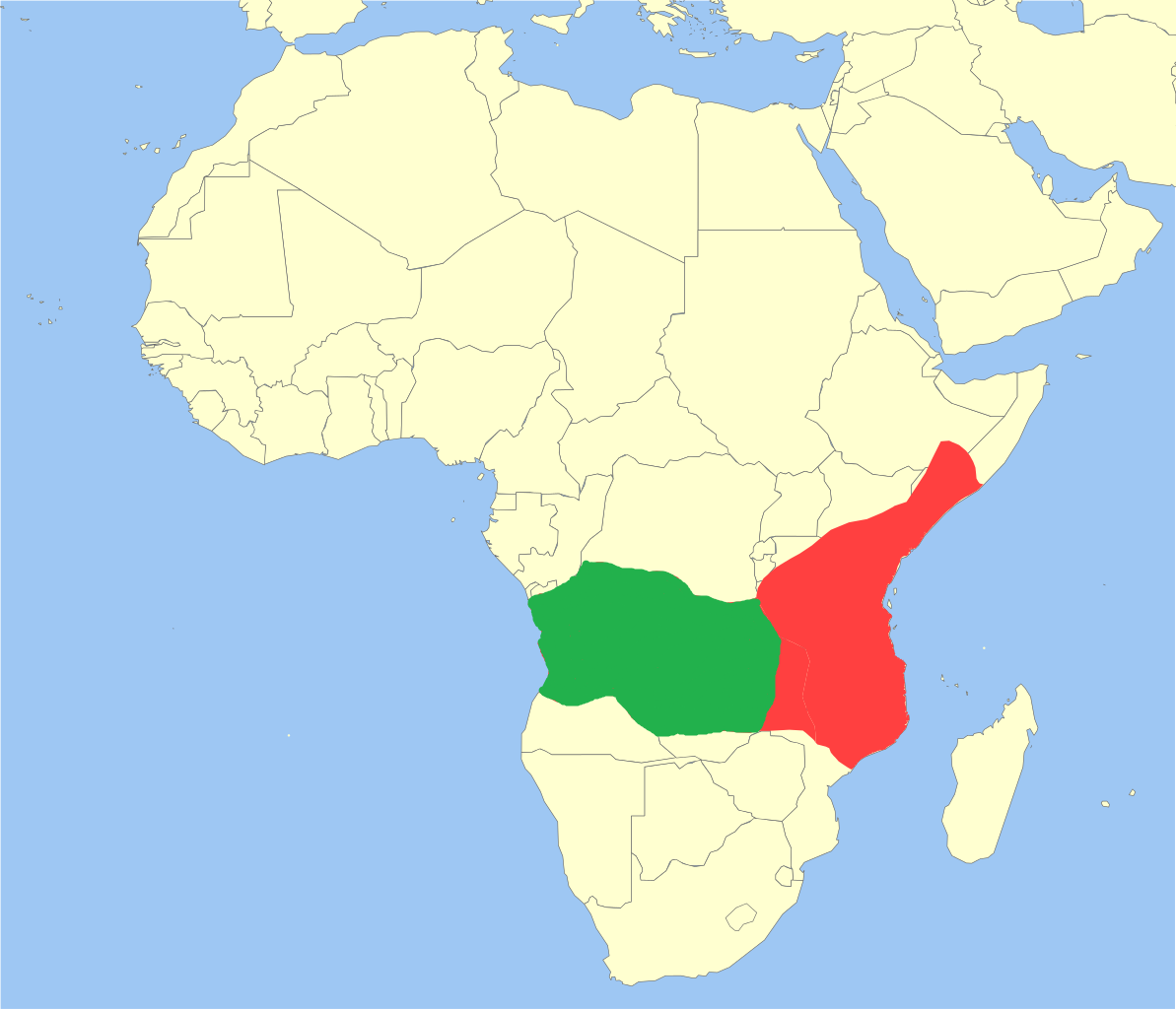
Rot – das Verbreitungsgebiet des Steppenpavians, grün – das des Kindapavians

Steppenpaviane sind in weiten Teilen des östlichen und südlichen Afrikas verbreitet. Ihr Verbreitungsgebiet reicht von Somalia und Kenia bis Tansania und das nördliche Mosambik und westwärts bis Angola und Sambia. Ihr Lebensraum sind nicht nur Steppen und Savannen, sondern auch Galeriewälder.

## Lebensweise und Ernährung
Steppenpaviane sind tagaktiv und halten sich häufig am Boden auf, wo sie sich mit einem vierfüßigen Gang fortbewegen. Sie können jedoch auch gut klettern und ziehen sich in der Nacht meist auf Bäume zurück.

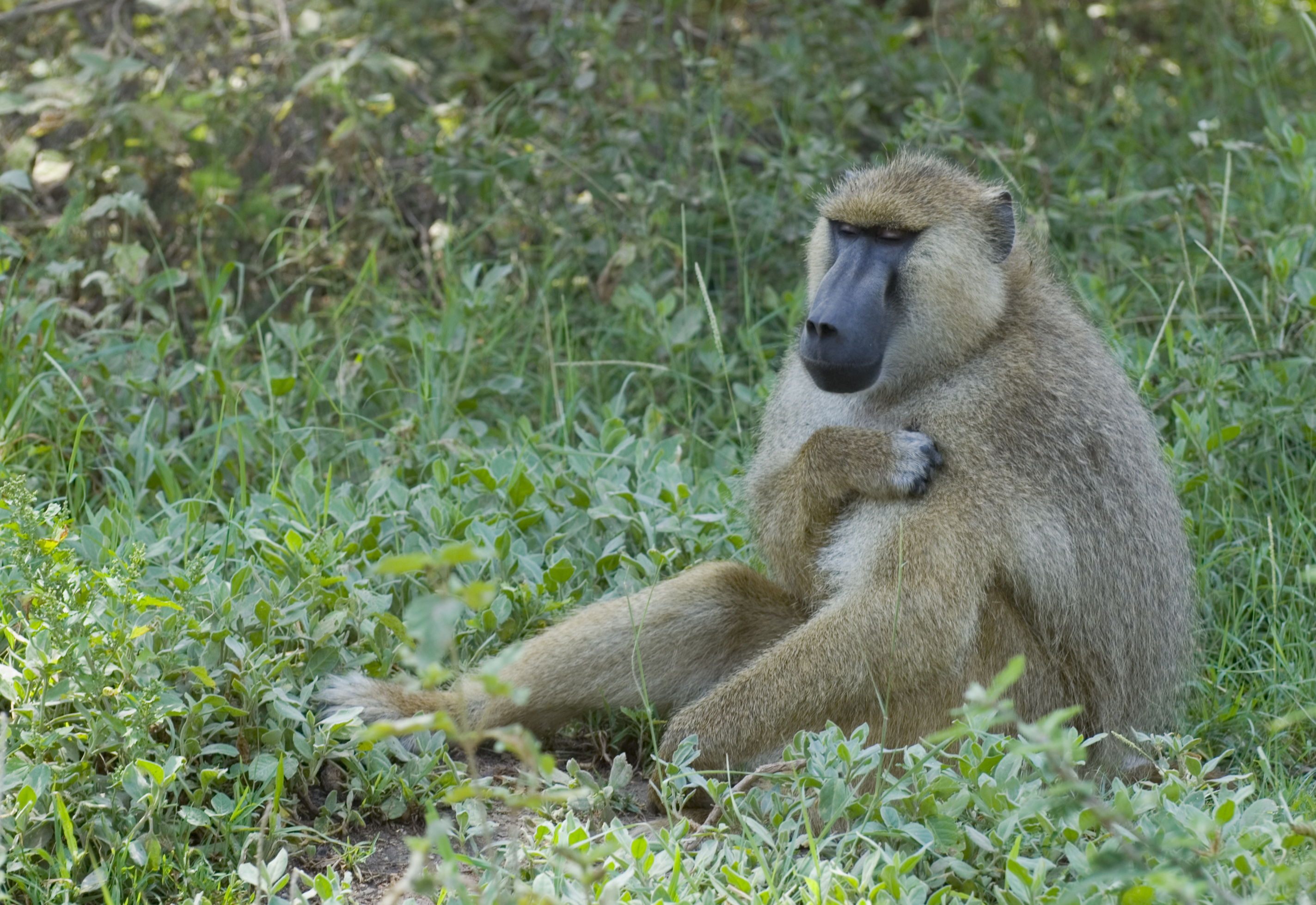
Steppenpavian in Kenia

Diese Tiere leben in großen Gruppen aus 20 bis 180 Tieren. Es sind gemischte Gruppen, das heißt, sie umfassen viele Männchen und Weibchen. Innerhalb der Gruppe bildet sich unter beiden Geschlechtern eine ausgeprägte Hierarchie und ein komplexes Sozialverhalten (siehe Gruppenverhalten der Paviane).
Steppenpaviane sind Allesfresser mit einer Vorliebe für Früchte. Daneben nehmen sie jedoch auch andere Pflanzenteile wie Wurzeln und Knollen sowie Insekten, Eier und kleine Wirbeltiere (darunter auch kleine Primatenarten) zu sich.

## Fortpflanzung

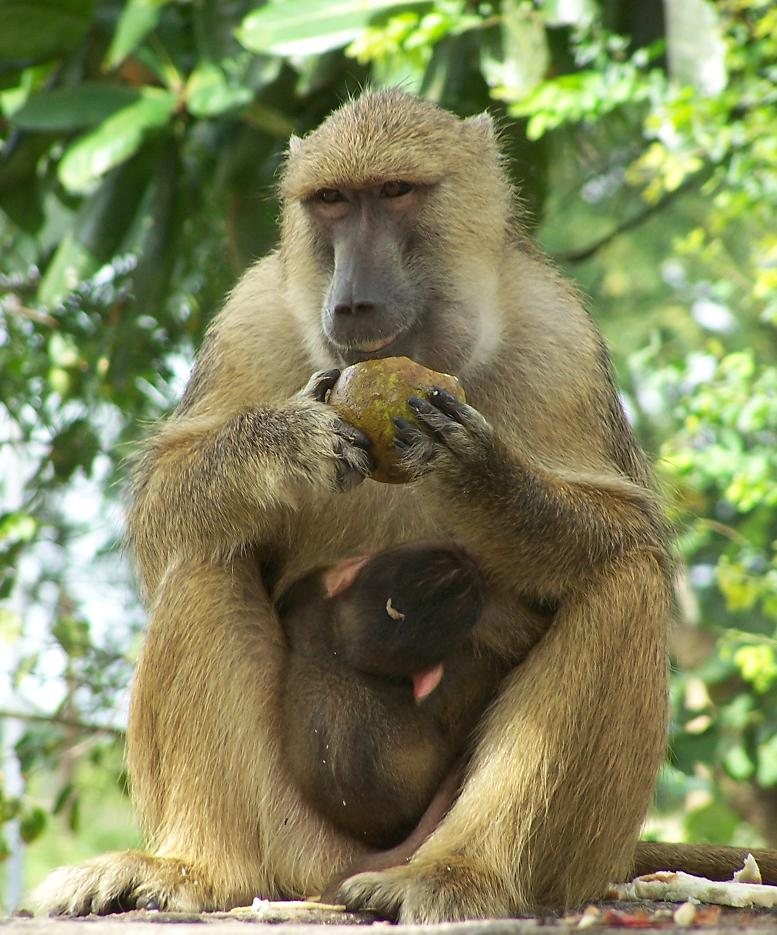
Steppenpavian beim Fressen

Die Fortpflanzung kann das ganze Jahr über erfolgen, die Weibchen weisen während der fruchtbaren Phase eine ausgeprägte Regelschwellung auf. Innerhalb der gemischten Gruppen kann sich prinzipiell jedes Männchen mit jedem Weibchen paaren. Das führt zu teilweise erbitterten Auseinandersetzungen unter den Männchen um das Paarungsvorrecht.
Nach einer rund 180-tägigen Tragzeit bringt das Weibchen meist ein einzelnes Jungtier zur Welt. Neugeborene haben ein schwarzes, rötliches oder weißes Fell, mit sechs bis neun Monaten bildet sich die Erwachsenenfärbung heraus. Nach rund einem Jahr wird das Jungtier entwöhnt und mit fünf bis sieben Jahren geschlechtsreif. Männliche Tiere müssen zu diesem Zeitpunkt ihre Geburtsgruppe verlassen, während die Weibchen oft zeitlebens darin verbleiben.
In freier Wildbahn können diese Tiere bis zu 27 Jahre alt werden, in Gefangenschaft auch älter.

## Steppenpaviane und Menschen
Zwar stellen der Lebensraumverlust und die Bejagung mancherorts Bedrohungen für die Steppenpaviane dar, insgesamt ist die Art aber weitverbreitet und nicht gefährdet.

## Systematik
Der Steppenpavian ist eine der fünf Arten der Gattung der Paviane (Papio), die manchmal auch zu einer einzigen Art zusammengefasst werden. Es werden drei Unterarten unterschieden, die sich unter anderem im Fell, in der Schwanzhaltung und der Färbung der Neugeborenen unterscheiden:
- Papio cynocephalus cynocephalus lebt vorwiegend in Tansania und Nord-Mosambik. Ihr Schwanz ist deutlich geknickt und das Fell der Neugeborenen ist schwarz.
- P. c. ibeanus lebt in Somalia und Kenia. Diese Unterart könnte das Produkt der in dieser Region häufigen Hybridisierung zwischen Steppen- und Anubispavian sein.
- Der Kindapavian (P. c. kindae) ist von Angola bis Sambia verbreitet. Diese Unterart ist durch den bogenförmig getragenen Schwanz und die rötliche Fellfärbung der Jungtiere charakterisiert. Er gilt inzwischen als eigenständige Art.[2]